# Ronde van Slowakije 2006
De Ronde van Slowakije 2006 (Slowaaks: Okolo Slovenska 2006) was de 50e editie van deze rittenkoers, die begon op 30 augustus en eindigde op 3 september.

## Etappe-overzicht
| etappe | datum       | start       | finish            | afstand  | winnaar                    | klassementsleider          |
| ------ | ----------- | ----------- | ----------------- | -------- | -------------------------- | -------------------------- |
| 1e     | 30 augustus | Stropkov    | Stropkov          | 135.1 km | Kristoffer Gudmund Nielsen | Kristoffer Gudmund Nielsen |
| 2e     | 31 augustus | Sabinov     | Tatranská Lomnica | 143.9 km | Grega Bole                 | Kristoffer Gudmund Nielsen |
| 3e     | 1 september | Štrba       | Banská Štiavnica  | 180.5 km | Søren Nissen               | Kristoffer Gudmund Nielsen |
| 4e (a) | 2 september | Banská Belá | Banská Štiavnica  | 5.4 km   | Radosław Romanik           | Radosław Romanik           |
| 4e (b) | 2 september | Pieštany    | Skalica           | 71.6 km  | Stanislav Kozubek          | Radosław Romanik           |
| 5e     | 3 september | Skalica     | Skalica           | 137.9 km | Matic Strgar               | Radosław Romanik           |

## Eindklassementen

### Algemeen klassement
| Plaats    | Naam                  | Ploeg                   | Tijd      |
| --------- | --------------------- | ----------------------- | --------- |
| Gele trui | Radosław Romanik      | DHL-Author              | 16u34'16" |
| 2         | René Andrle           | PSK Whirlpool           | +00' 09"  |
| 3         | Kristoffer G. Nielsen | Team GLS                | z.t.      |
| 4         | Søren Nissen          | CCT Differdange         | +00' 13"  |
| 5         | Jan Faltýnek          | PSK Whirlpool           | +00' 15"  |
| 6         | Sergei Firsanov       | Team Rietumu Banka Riga | +00' 20"  |
| 7         | Roman Broniš          | Dukla Trencín           | +00' 27"  |
| 8         | Tomáš Bucháček        | PSK Whirlpool           | +00' 28"  |
| 9         | Grega Bole            | Sava                    | +00' 31"  |
| 10        | Stanislav Kozubek     | PSK Whirlpool           | +00' 35"  |

1954 · 1955 · 1956 · 1957 · 1958 · 1959 · 1960 · 1961 · 1962 · 1963 · 1964 · 1965 · 1966 · 1967 · 1968 · 1969 · 1970 · 1971 · 1972 · 1973 · 1974 · 1975 · 1976 · 1977 · 1978 · 1979 · 1980 · 1981 · 1982 · 1983 · 1984 · 1985 · 1986 · 1987 · 1988 · 1989 · 1990 · 1991 · 1992 · 1993 · 1994 · 1995 · 1996 · 1997 · 1998 · 1999 · 2000 · 2001 · 2002 · 2003 · 2004 · 2005 · 2006 · 2007 · 2008 · 2009 · 2010 · 2011 · 2012 · 2013 · 2014 · 2015 · 2016 · 2017 · 2018 · 2019 · 2020 · 2021 · 2022 · 2023 · 2024